# Internationale Socialistische Anti-oorlogsliga
De Internationale Socialistische Anti-oorlogsliga (Liga) was een Belgische buitenparlementaire politieke beweging die in 1931 gesticht te Antwerpen. De beweging wilde de massa mobiliseren tegen het uitbreken van een nieuwe oorlog. De Liga was zo radicaal dat Belgische Werkliedenpartij (BWP) haar liever op afstand hield.
Aanvankelijk zocht de Liga medestanders, zoals het Verbond VOS, en was zij aanwezig op de jaarlijkse IJzerbedevaart. De Liga raakte in 1932 betrokken bij de beweging van dienstweigeraars in België en had een belangrijke invloed op de standpuntbepaling van de BWP op dat vlak. De Liga won aan populariteit door zich in te zetten voor dienstweigeraars met een uitgesproken socialistisch en anarchistisch profiel.
In 1933 evolueerde de Liga naar een antifascistische beweging met haar eigen militie, die op het hoogtepunt op 1 oktober 1933 met duizenden door Brussel marcheerde. De Liga was de schrik van het Verdinaso en het VNV. Op haar hoogtepunt had de Liga naar eigen zeggen meer dan 10.000 leden in Vlaanderen en enkele duizenden in Nederland.
De Liga sloeg ook over naar Nederland, waar zij in 1932 de Nederlandse Arbeidersvredeswacht absorbeerde, maar sloeg nooit echt aan in Wallonië. In 1934 werden de banden tussen de Nederlandse Sociaal-Democratische Arbeiderspartij (SDAP) verbroken na onthullingen over het plannen van gewelddadige acties. In België werd de Liga in het najaar van 1935 in de volkshuizen aan de deur gezet door de BWP als gevolg van de Liga-campagne tegen de Italiaanse oorlog in Abessinië (Ethiopië).
De Liga trachtte nog enkele jaren buiten de sociaaldemocratie een eigen structuur op te bouwen en trachtte aan te haken bij het links-socialisme. Dat laatste kende een opleving als gevolg van de Spaanse Burgeroorlog, waar de links-socialisten zich achter de POUM schaarden. In 1937 viel het doek voor de Liga in Nederland als gevolg van rechtsvervolging voor het aanzetten tot dienstweigering. In België ging de Liga ten onder tijdens de legermobilisatie in september 1939.